# Teatr Kreatury
Stowarzyszenie "Teatr Kreatury" (dawniej Teatr Małych Form "Truskaweczki") działa przy Grodzkim Domu Kultury w Gorzowie Wielkopolskim od września 1992, a od stycznia 2005 rozpoczęło współpracę z Sopocką Sceną "Off de BICZ". Reżyserem, kierownikiem artystycznym, a także założycielem teatru jest Przemek Wiśniewski.
Skład zespołu tworzą studenci oraz inne Kreatury. Teatr Kreatury na przestrzeni 18 lat brał udział w wielu festiwalach i przeglądach teatralnych w całej Polsce (m.in.: Reminiscencje Teatralne w Krakowie, Łódzkie Spotkania Teatralne, OFF Konfrontacje w Lublinie i Gardzienicach, "Maski" w Poznaniu, "Kontrapunkt" w Szczecinie). W czerwcu 2002 r. na Międzynarodowym Festiwalu Teatralnym Malta w Poznaniu, Teatr Kreatury otrzymał Orfeusza za spektakl "Radosny żywot głupka" na podstawie powieści Krzysztofa Jaworskiego. Kreatury brały również udział w spotkaniach teatralnych organizowanych poza granicami kraju. Monodram DZIEWICTWO był m.in. prezentowany na Międzynarodowym Festiwalu Teatrów Jednego Aktora w Moskwie (październik, 2004).
W latach 1996–1998 Teatr Kreatury współpracował z teatrem francuskojęzycznym działającym przy IV LO w Gorzowie. Spektakl pt. "Lui et Elle – l'art de vie ou la fin fatale d'une mauvaise piece" ("On i ona – sztuka życia albo fatalny koniec złej sztuki") na podstawie "Teatrzyku Zielona Gęś" K.I. Gałczyńskiego w tłumaczeniu zespołu, w reżyserii Przemka Wiśniewskiego, z udziałem uczniów IV LO i Kreatur, zdobył Grand Prix na II Festiwalu Licealnych Teatrów Francuskojęzycznych w Poznaniu w 1997 r. Nagrodą było reprezentowanie Polski na Międzynarodowym Festiwalu Festiwali w Quebecu w Kanadzie w 1998 r. Na zaproszenie Polonii kanadyjskiej spektakl został pokazany w Konsulacie Polskim w Montrealu. Latem 1997 r. spektakl był prezentowany we Francji w Calais, Lille i Correns.

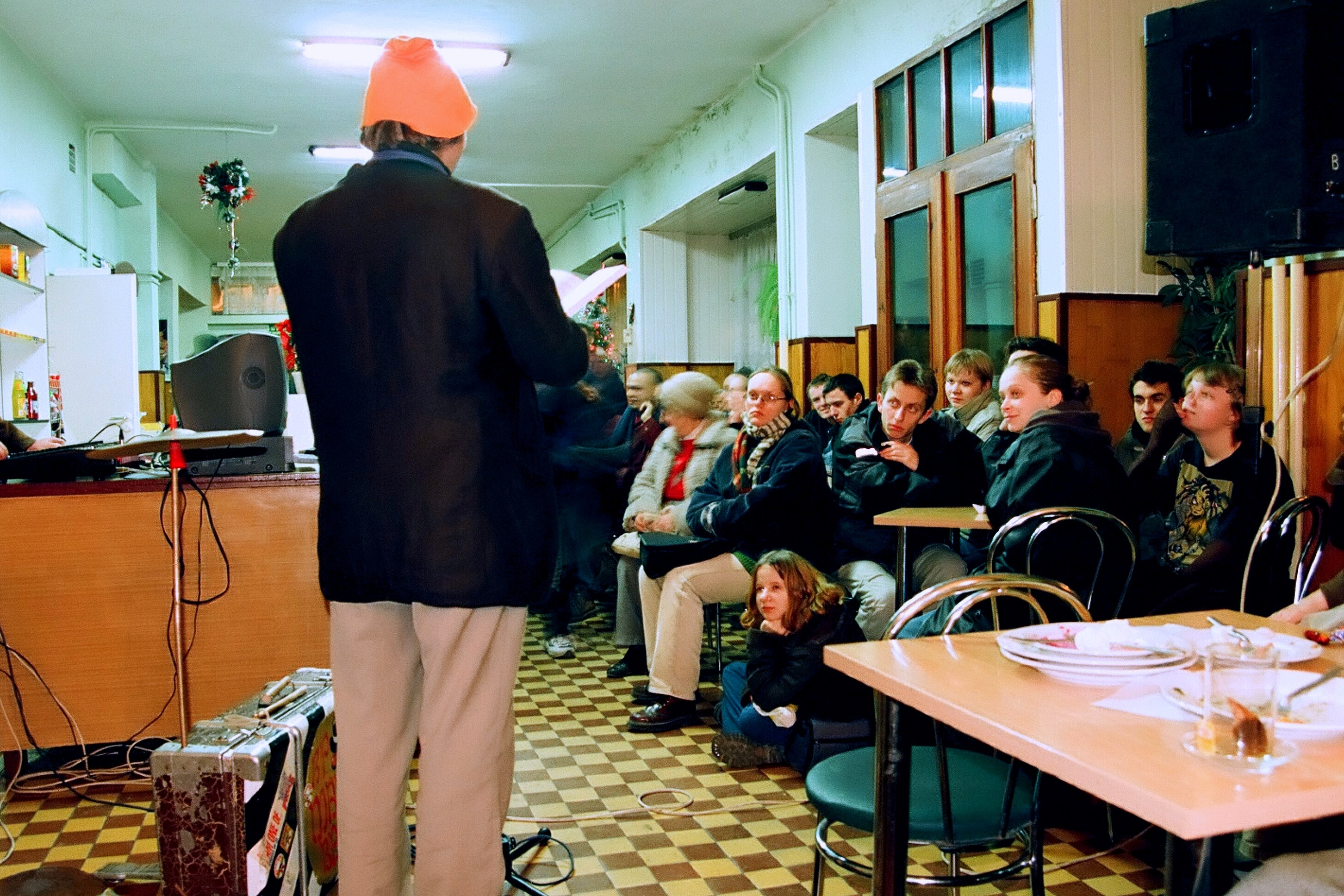
Happening grupy "Wesołe Miasteczko" - wieczór autorski W. Fydrycha w barze mlecznym "Agata" (2001 r.)

Przy Teatrze Kreatury działa Grupa happeningowa "Wesołe miasteczko", która od sierpnia 2001 r. przeprowadziła ponad dwadzieścia akcji ulicznych. Głównym celem, jaki stawiają sobie członkowie grupy, jest komentowanie i piętnowanie nieustannie towarzyszących życiu Gorzowa absurdów. Herbem "Wesołego Miasteczka" stał się Śfinster. Sylwetka rzeźby autorstwa Zbigniewa Frączkiewicza nawiązuje do jednej z pierwszych akcji grupy stanowiąc jednocześnie wyrazisty symbol kulturalnego zacofania. Grupa ma na swoim koncie kilkanaście akcji takich jak: obrona baru mlecznego "Agata" i Łaźni Miejskiej. wmurowanie na Starym Rynku tablicy upamiętniającej dziesięciolecie Teatru Kreatury. "Wesołe miasteczko" nie pozostaje również obojętne na wydarzenia ogólnopolskiego, czy wręcz globalnego formatu. W grudniu 2001 r. grupa wspierana przez Waldemara "Majora" Fydrycha, twórcę Pomarańczowej Alternatywy, "obchodziła" dwudziestą rocznicę wprowadzenia stanu wojennego, w marcu 2003 r., dzień po rozpoczęciu wojny w Iraku zorganizowała "Pojedynek" między G. Bushem, a S. Husajnem. "Wesołe Miasteczko" trzykrotnie przyznało swoją nagrodę za działalność kulturalną na rzecz miasta Gorzowa. Jak dotąd nagroda trafiała za każdym razem na ręce prezydenta Gorzowa Tadeusza Jędrzejczaka z SLD.